# Jacob Frederik Gobius

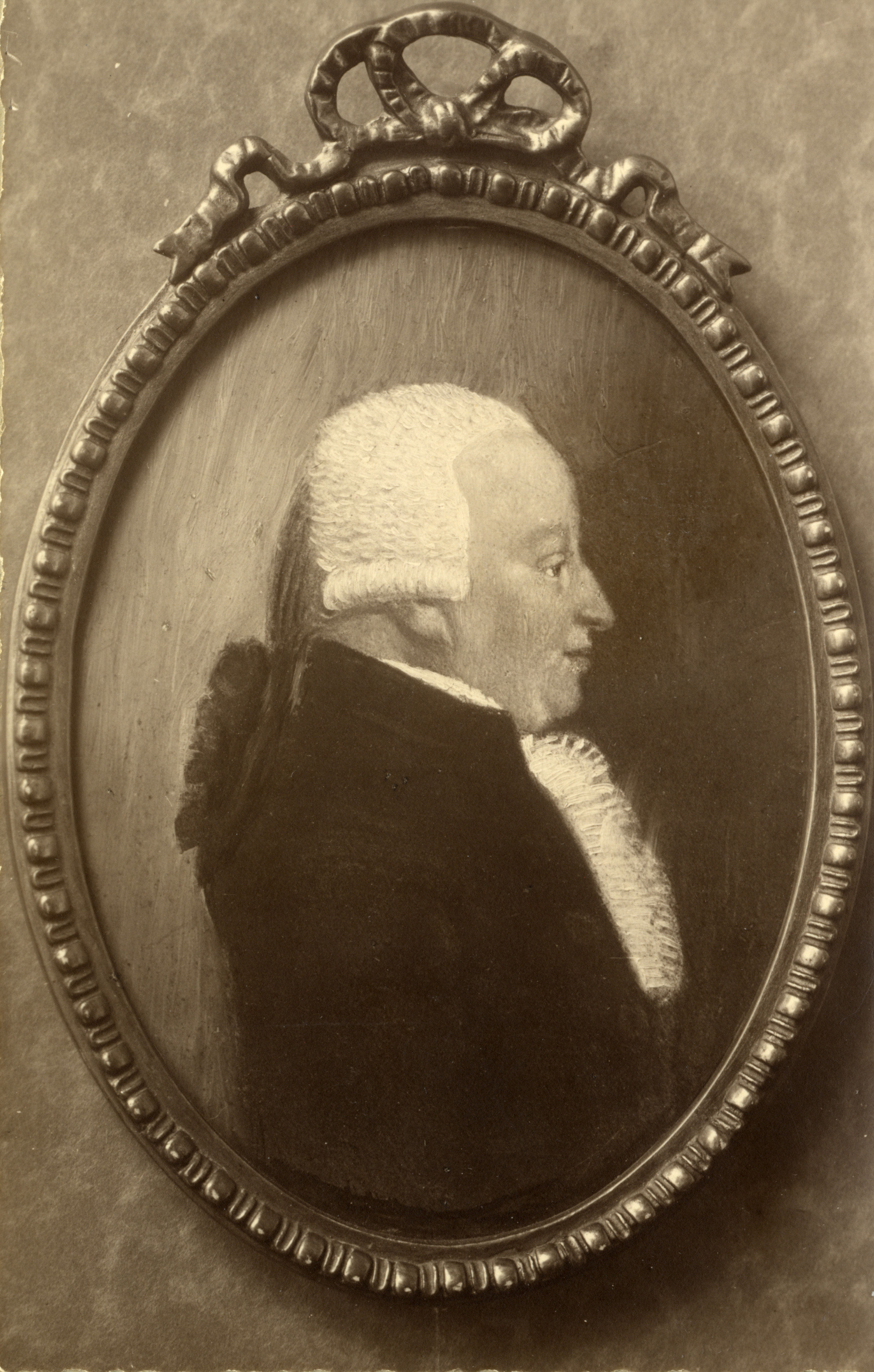
Portret van Jacob Frederik Gobius

Jacob Frederik Gobius (28 juli 1749 – Utrecht, 27 september 1821) was burgemeester van Utrecht van 1818 tot zijn overlijden in 1821.
Gobius was raad in de vroedschap van Utrecht toen hij in 1787 werd aangesteld tot raad ter admiraliteit in Zeeland. Bij Koninklijk Besluit van 18 mei 1818 werd hij benoemd tot burgemeester van Utrecht.
Jacob Frederik Gobius was de zoon van Joan Frederik Gobius (Batavia, 25 mei 1713 – Utrecht, 26 april 1784) en Johanna van Malsen (1714-1782). In 1783 trouwde hij met Anna Maria du Sart; zij overleed in 1800. Gobius hertrouwde in 1803 met Theodora van Gennep (Rotterdam, 27 juli 1760 – Utrecht, 18 december 1843), zus van onder meer Arnoldus van Gennep, lid van de Eerste Kamer en waarnemend minister, en van Gerardus van Gennep, onder meer lid van de Vergadering van Notabelen (1814).